# Saint-Germain (Meurthe i Mozela)
Saint-Germain – miejscowość i gmina we Francji, w regionie Grand Est, w departamencie Meurthe i Mozela.
Według danych na rok 1990 gminę zamieszkiwało 141 osób, a gęstość zaludnienia wynosiła 18 osób/km² (wśród 2335 gmin Lotaryngii Saint-Germain plasuje się na 904. miejscu pod względem liczby ludności, natomiast pod względem powierzchni na miejscu 760.).